# Ciclismo ai Giochi della XVI Olimpiade - Inseguimento a squadre
La competizione del inseguimento a squadre di ciclismo dei Giochi della XVI Olimpiade si tenne i giorni 3 e 4 dicembre 1956  all'Olympic Park Velodrome di Melbourne, in Australia.

## Programma
| Data            | Round            | Note                                                                         |
| --------------- | ---------------- | ---------------------------------------------------------------------------- |
| 3 dicembre 1956 | Batterie         | Le squadre con i migliori 8 tempi ai quarti di finale                        |
| 3 dicembre 1956 | Quarti di finale | La squadra vincitrice di ogni serie alle semifinali.                         |
| 4 dicembre 1956 | Semifinali       | La squadra vincitrice di ogni serie alla finale. Le perdenti al 3 e 4 posto. |
| 4 dicembre 1956 | Finali           |                                                                              |

### Batterie
| Serie | Pos. | Nazione          | Atleti                                                                      | Tempo     | Note |
| ----- | ---- | ---------------- | --------------------------------------------------------------------------- | --------- | ---- |
| 1     | 1    | Colombia         | Octavio Echeverry, Honorio Rua Ramón Hoyos, Héctor Monsalve                 | 5'09"4    |      |
| 1     | 2    | Pakistan         | Shazada Muhammad Shah-Rukh, Saleem Farooqi Muhammad Naqi Mallick, Din Meraj | Raggiunti |      |
| 2     | 1    | Italia           | Leandro Faggin, Virginio Pizzali Antonio Domenicali, Franco Gandini         | 4'44"8    | Q    |
| 2     | 2    | Sudafrica        | Jimmy Swift, Bobby Fowler Abe Jonker, Jan Hettema                           | 4'51"6    | Q    |
| 3     | 1    | Gran Bretagna    | Don Burgess, Mike Gambrill John Geddes, Tom Simpson                         | 4'52"0    | Q    |
| 3     | 2    | Germania         | Werner Malitz, Siegfried Köhler Rolf Nitzsche, Manfred Gieseler             | 4'59"4    |      |
| 4     | 1    | Nuova Zelanda    | Warwick Dalton, Donald Eagle Lionel Kent, Neil Ritchie                      | 4'55"6    | Q    |
| 4     | 2    | Uruguay          | René Deceja, Eduardo Puertollano Luis Serra, Alberto Velázquez              | 5'02"4    |      |
| 5     | 1    | Austria          | Franz Wimmer, Walter Bortel Rudolf Maresch, Kurt Schein                     | 5'01"6    |      |
| 5     | 2    | Venezuela        | Franco Cacioni, Domingo Rivas Arsenio Chirinos, Antonio Montilla            | 5'14"6    |      |
| 6     | 1    | Francia          | Michel Vermeulin, Jean-Claude Lecante René Bianchi, Jean Graczyk            | 4'48"0    | Q    |
| 6     | 2    | Australia        | Roy Moore, Warren Scarfe Frank Brazier, Cliff Burvill                       | Raggiunti |      |
| 7     | 1    | Unione Sovietica | Viktor Ilyin, Volodymyr Mitin Rostislav Chizhikov, Eduard Gusev             | 4'54"4    | Q    |
| 7     | 2    | Belgio           | André Bar, Gustaaf De Smet François De Wagheneire, Guillaume Van Tongerloo  | 4'55"6    | Q    |
| 8     | 1    | Cecoslovacchia   | Jaroslav Cihlář, Jiří Opavský Jiří Nouza, František Jursa                   | 4'58"0    | Q    |
| 8     | 2    | Stati Uniti      | Allen Bell, Richard Cortright David Rhoads, Art Longsjo Jr"                 | 5'02"4    |      |

Causa una caduta l'Italia sostituisce Virginio Pizzali con Valentino Gasparella

### Quarti di finale
| Serie | Pos. | Nazione          | Atleti                                                                     | Tempo     | Note |
| ----- | ---- | ---------------- | -------------------------------------------------------------------------- | --------- | ---- |
| 1     | 1    | Gran Bretagna    | Don Burgess, Mike Gambrill John Geddes, Tom Simpson                        | 4'48"8    | Q    |
| 1     | 2    | Unione Sovietica | Viktor Ilyin, Volodymyr Mitin Rostislav Chizhikov, Eduard Gusev            | 4'53"4    |      |
| 2     | 1    | Sudafrica        | Jimmy Swift, Bobby Fowler Abe Jonker, Jan Hettema                          | 4'47"8    | Q    |
| 2     | 2    | Belgio           | André Bar, Gustaaf De Smet François De Wagheneire, Guillaume Van Tongerloo | 4'54"6    |      |
| 3     | 1    | Francia          | Michel Vermeulin, Jean-Claude Lecante René Bianchi, Jean Graczyk           | 4'44"0    | Q    |
| 3     | 2    | Nuova Zelanda    | Warwick Dalton, Donald Eagle Lionel Kent, Neil Ritchie                     | 4'56"4    |      |
| 4     | 1    | Italia           | Leandro Faggin, Valentino Gasparella Antonio Domenicali, Franco Gandini    | -         | Q    |
| 4     | 2    | Cecoslovacchia   | Jaroslav Cihlář, Jiří Opavský Jiří Nouza, František Jursa                  | Raggiunti |      |

### Semifinali
| Serie | Pos. | Nazione       | Atleti                                                                  | Tempo  | Note |
| ----- | ---- | ------------- | ----------------------------------------------------------------------- | ------ | ---- |
| 1     | 1    | Italia        | Leandro Faggin, Valentino Gasparella Antonio Domenicali, Franco Gandini | 4'38"4 | Q    |
| 1     | 2    | Gran Bretagna | Don Burgess, Mike Gambrill John Geddes, Tom Simpson                     | 4'40"6 |      |
| 2     | 1    | Francia       | Michel Vermeulin, Jean-Claude Lecante René Bianchi, Jean Graczyk        | 4'39"0 | Q    |
| 2     | 2    | Sudafrica     | Jimmy Swift, Bobby Fowler Abe Jonker, Jan Hettema                       | 4'41"0 |      |

### Finali
| Pos.         | Nazione       | Atleti                                                                  | Tempo        |
| 1º e 2 posto | 1º e 2 posto  | 1º e 2 posto                                                            | 1º e 2 posto |
| ------------ | ------------- | ----------------------------------------------------------------------- | ------------ |
| Oro          | Italia        | Leandro Faggin, Valentino Gasparella Antonio Domenicali, Franco Gandini | 4'37"4       |
| Argento      | Francia       | Michel Vermeulin, Jean-Claude Lecante René Bianchi, Jean Graczyk        | 4'39"4       |
| 3º e 4 posto |               |                                                                         |              |
| Bronzo       | Gran Bretagna | Don Burgess, Mike Gambrill John Geddes, Tom Simpson                     | 4'42"2       |
| 4            | Sudafrica     | Jimmy Swift, Bobby Fowler Abe Jonker, Jan Hettema                       | 4'43"8       |